# Anthony Mathis
Anthony Mathis (West Linn, Oregón; 23 de noviembre de 1996) es un baloncestista estadounidense que actualmente se encuentra sin equipo. Con 1,91 metros de estatura, juega en la posición de escolta .

## Trayectoria deportiva

### Universidad
Jugó cuatro temporadas con los Lobos de la Universidad de Nuevo México, en las que promedió 9,7 puntos, 1,6 rebotes y 1,2 asistencias por partido. En sus dos últimas temporadas fue incluido en el tercer mejor quinteto de la Mountain West Conference.
El 17 de abril, la NCAA le otorgó a Mathis una temporada adicional de elegibilidad debido a que la de segundo año se vio acortada por lesiones. Ésta la pasó con los Ducks de la Universidad de Oregón, con los que promedió 8,5 puntos y 2,3 rebotes por encuentro.

### Profesional
El 25 de julio de 2020 firmó su primer contrato profesional con el Charilaos Trikoupis B.C. de la A1 Ethniki griega.
El 16 de diciembre de 2020, rescinde su contrato con el Charilaos Trikoupis B.C. con el que promedia 2.5 puntos por encuentro y es sustituido por el veterano Eugene Lawrence.
El 11 de enero de 2021, fue elegido por los Austin Spurs en el puesto N.º 31 del draft de la NBA G League. Hizo su debut el 10 de febrero.
Fue contratado por el CSM Târgu Mureș de Rumania como sustituto de Branislav Vujadinovic en enero de 2023.
En la temporada 2023-24, firma por el BC Kalev de la Latvian-Estonian Basketball League. Sin embargo a mitad de temporada dejó el club para unirse al Soproni KC de la Nemzeti Bajnokság I/A de Hungría.